# عن الوحدة التاريخية بين الروس والأوكرانيين
عن الوحدة التاريخية بين الروس والأوكرانيين أو حول الوحدة التاريخية بين الروس والأوكرانيين (بالروسية: Об историческом единстве русских и украинцев)‏، (بالأوكرانية: Про історичну єдність росіян та українців)‏ هو مقالٌ نشرهُ الرئيس الروسي فلاديمير بوتين في 12 تموز/يوليو 2021، بعد وقتٍ قصيرٍ من نهاية المرحلة الأولى من الأزمة الروسية الأوكرانية 2021-2022. يصفُ بوتين في المقال وجهات نظره حول أوكرانيا والأوكرانيين بصفة عامّة. حسبَ جريدة آر بي كاي الروسيّة (بالإنجليزية: RBK Daily)‏ فقد تمَّ تضمينُ المقال في «قائمة الأعمال الإلزاميّة» للدراسة من قِبل الجيش الروسي.

## المحتوى
يُجادل بوتين في المقال بأنّ الروس والأوكرانيّون، إلى جانبِ البيلاروسيون، هم شعبٌ روسيٌ واحدٌ ينتمون إلى ما كان يُعرف تاريخيًا بالأمّة الروسية الثلاثية. لدعم هذا الادعاء، وصفَ بوتين باستفاضةٍ وجهات نظره حول تاريخ روسيا وأوكرانيا، وخَلُصَ إلى أنَّ الروس والأوكرانيون يشتركانِ في تراثٍ ومصيرٍ مُشتركَيْن. ينفي المقال وجود أوكرانيا كدولة مستقلة، بل قارنَ كاتبهُ «تشكيل دولة أوكرانية نقيّة عرقيًا» بالعمل العدواني تُجاه روسيا وشبَّه محاولة تشكيل هذه الدولة باستخدامِ سلاح دمارٍ شاملٍ ضد العددِ الكبير من الروس في أوكرانيا.
شكَّكَ بوتين علانيةً في شرعية حدود أوكرانيا المعاصِرة، بل يرى – كما أوردَ في مقالهِ – أنَّ أوكرانيا الحديثة «تحتلُّ» الأراضي الروسيّة التاريخيّة، وهي [أوكرانيا] نتاج قوى خارجيّة وقرارات إداريّة وسياسيّة اتُخذت بطريقةٍ ما خلال عهدِ الاتحاد السوفيتي. ناقشَ الرئيسُ الروسي في ذاتِ المقالةِ موضوع الحرب في دونباس، مؤكدًا أنَّ «كييف ببساطة لا تحتاجُ إلى دونباس». يُلقي بوتين باللوم في الأزمة الحالية على «المؤامرات الأجنبيّة المعاديّة لروسيا»، ويرى أنَّ «قرارات الحكومة الأوكرانية مدفوعة بمؤامرة غربية ضد روسيا وكذلك من قِبل أتباع بانديرا». أنهى بوتين المقال المطول بتأكيدهِ على دورِ روسيا فيما وصفها «الشؤون الأوكرانيّة الحديثة».

## المقالات اللاحقة
بعد عدة أشهر من نشرِ مقال الرئيسي الروسي، نشرَ ديمتري ميدفيديف، نائب رئيس مجلس الأمن الروسي هو الآخرُ مقالًا عن أوكرانيا وافقَ فيهِ ما جاء بهِ بوتين، بل وأعلنَ في مقالهِ أنّه لن تكون هناك مفاوضات مع أوكرانيا حتى تُستبدَل الحكومة الحاليّة الموالية للغرب بأخرى موالية لروسيا. نشرَ فلاديسلاف سوركوف، المستشار الشخصي لبوتين (2013-2020)، مقالاً يتعلَّقُ بأوكرانيا أيضًا ومناطق أخرى كانت تُشكّل الاتحاد السوفييتي فيما مضى. شَكَّكَ فلاديسلاف في المقالِ في شرعيّة الحدود الغربية لروسيا (بما في ذلك حدودها مع أوكرانيا ودول البلطيق الثلاث)، وجّادل بأنَّ على روسيا إلغاء ما سمَّاهُ «السلام الشرير» (بالإنجليزية: Wicked Peace)‏ الذي يُبقيها محصورةً بالحدود. في خطابٍ ألقاه في 21 شباط/فبراير 2022، بعد التصعيدِ في الأزمة الروسيّة الأوكرانية، قال بوتين إنَّ «أوكرانيا الحديثة أُنشِئَت بالكاملِ من قبل روسيا الشيوعيّة البلشفيّة». كتبت الصحفيّة البريطانيّة سارة رينفورد في بي بي سي نيوز أنَّ خطاب بوتين كان «يُعيد كتابة تاريخ أوكرانيا»، وأنَّ تركيزه على هذه البلاد كانَ «هوسًا».

## ردود الفعل
انتقد رئيس أوكرانيا فولوديمير زيلينسكي المقال، وقارن وجهة نظر بوتين حول الأخوّة بين الأمم بقصة قابيل وهابيل، كما انتقدَ الرئيس السابق بترو بوروشينكو بشدّةٍ المقال، واصفًا إياه بأنّه نظيرٌ لخطابِ هتلر في سوديتنلاند، أمَّا مبعوث أوكرانيا لدى الأمم المتحدة فقد أكَّد على أنَّ «خرافات الشعب الواحد» التي تطرَّق لها بوتين في مقاله قد ضُحدت أصلًا في ساحات القتال حينما دعمت وأيّدت روسيا الحربَ في دونباس.
وفقًا لمعهد تاريخ أوكرانيا وهو مؤسّسة بحثية محليّة في كييف، فإنَّ المقال مثَّل وجهات النظر التاريخية للإمبراطورية الروسية. أمَّا المؤتمر العالمي الأوكراني – وهو الآخر مؤسسة أوكرانيّة بحثية غير ربحيّة – فقد قارنَ وجهة نظر بوتين عن الدولة الأوكرانيّة «كدولة بدون أُمَّة» بنظرة جوزيف ستالين الذي قضى ما لا يقلُّ عن خمسة ملايين أوكراني تحت إشرافهِ حتفهم خلال هولودومور (المجاعة الكبرى). وصفت منصّة التحليلات فوكس أوكرانيا المقال بأنه «مزيجٌ من الأساطير التاريخية والأكاذيب حول شبه جزيرة القرم ودونباس وتلاعبٌ بالبيانات الاقتصادية الأوكرانية».
وصفت مؤسسة كارنيغي للسلام الدولي مقال الرئيس الروسي بأنّه «سندٌ تاريخي وسياسي وأمني لغزو [أوكرانيا]»، ووصف أندرس آسلوند الباحث في منتدى ستوكهولم العالمي الحرّ، المقال بأنه «على بُعد خطوة واحدة من إعلان الحرب». وفقًا لمجلّة فورين بوليسي، يُعدُّ المقال «دليلًا رئيسيًا للقصص التاريخية التي تُشكّل مواقف بوتين والعديد من الروس»، أمَّا المؤرخ تيموثي سنايدر فقد وصفَ أفكار بوتين بأنها إمبريالية، في حينِ وصفها الصحفي البريطاني إدوارد لوكاس بأنها تعديلٌ أو مراجعةٌ تاريخيّةٌ للوضع الراهن. لاحظ مراقبون آخرون أن القيادة الروسية لديها ما يُشبه «الرؤية المشوَّهة» لأوكرانيا الحديثة وتاريخها.
أثار مقال الرئيس الروسي جدلًا في رومانيا خاصّة الجزء الذي أشار فيه إلى أنَّ مملكة رومانيا «احتلَّت» عام 1918 منطقة بيسارابيا الجغرافيّة، والتي يُوجد جزء منها الآن في أوكرانيا. علَّقت بعضٌ من وسائل الإعلام المحليّة الرومانية على تصريحات بوتين وانتقدتها. كما أُبديت ملاحظات بشأن بوكوفينا الشماليّة، وهي منطقة رومانية سابقة أخرى أصبحت الآن جزءًا من أوكرانيا. ردَّ السياسي الروماني المعروف ألكسندرو مورارو على مقال بوتين بالقولِ أنَّ بيسارابيا لم تكن مُحتلَّةً ولكن «أُعيد دمجها» بعد «مراجعة العمليّات الديمقراطيّة والحقائق التاريخيّة»، كما علَّق مورارو على شمال بوكوفينا.

## روابط خارجية
- مقال حول الوحدة التاريخية للروس والأوكرانيين (بالروسيّة) في ويكي مصدر
- مقال حول الوحدة التاريخية للروس والأوكرانيين (باللغة الإنجليزيّة) في الموقع الرسمي للكرملن